# Zedelgem
Zedelgem egy közösség a belgiumi Nyugat-Flandria tartományban. A közösség Aartrijke, Loppem, Veldegem és Zedelgem településekből áll. 2005. január 1-jén népessége 21 763. Területe 60,34 km² népsűrűsége 360,7 lakos/km².
A második világháború idején hadifogolytábor volt itt.

## Aartrijke
Aartrijke-t 893-ban említik először a források, „Artiriacum” néven. A falu ekkor a flandriai gróf tulajdona volt. A viking inváziót követő felfordulásban a gróf átadta a falut Doornik-Noyon püspökének. 

## Loppem
Lophemet először 1108-ban említik.

### Látnivalók
- Szent Márton-templom (nyolcszögletű torony)
- Van Loppem-kastély (neogót, parkkal)
- Apátság
- Betániai Miasszonyunk kolostor

1918 októberében, az első világháború után I. Albert király itt hozta azt a döntést, hogy mindenkinek joga van szavazni, függetlenül attól, hogy szocialista, liberális vagy katolikus.
A második világháborúban, a 18 napos hadjárat alatt III. Lipót király egy ideig a kastélyban tartózkodott (1940. május 18-25.)

## Veldegem
Veldegem a 18. században jött létre Zedelgem külvárosaként. A 20. század elején külön település volt. Neve 19. századi eredetű, a -gem utótag lakóhelyet jelöl.

### Érdekességek
- Az amszterdami Miasszonyunk-templom veldegeemi téglából épült.

## Zedelgem
Először 1089-ben említik. Itt állt Claeys és Paco műhelyei, a környék acéliparának bölcsője. A Claeys család különböző termékei többek között biciklik és motorbiciklik (mostanra a Ford New Holland olvasztotta magába a céget). A New Holland nemzetközi hírnévre tett szert.
Zedelgemet régen Sedeloheimnek hívták, ez ma egy helyi metálegyüttes neve is.

### Látnivalók
- Szent Lőrinc-templom ritka román stílusú keresztelőmedencével (12. század)
- Sétautak
- Két bicikliút

## Lakosság
| #     | Név                                   | Település | Lakosság (2006. január 1.) |
| ----- | ------------------------------------- | --------- | -------------------------- |
| I (V) | Zedelgem - Zedegem -Zuidwege/De Leeuw | 15,34     | 7354                       |
| II    | Aartrijke                             | 21,52     | 4533                       |
| III   | Veldegem                              | 10,90     | 4773                       |
| IV    | Loppem                                | 12,58     | 5173                       |

| Település | Postai irányítószám |
| --------- | ------------------- |
| Zedelgem  | 8210                |
| Loppem    | 8210                |
| Veldegem  | 8210                |
| Aartrijke | 8211                |

## Külső hivatkozások
- Hivatalos oldal (csak hollandul)
- PoW-camp Zedelgem (Zedelghem – Cedelghema)
- Loppem kastélya Archiválva 2004. január 26-i dátummal a Wayback Machine-ben

1. ↑  Wettelijke Bevolking per gemeente op 1 januari 2018. Statbel. (Hozzáférés: 2019. március 9.)